# Kalamu (Kinshasa)
Pour les articles homonymes, voir Kalamu.
Kalamu est une commune de la ville-province de Kinshasa en république démocratique du Congo. Elle fait partie de la cité qui s'est développée, après l'indépendance, au sud de l'aéroport de Ndolo, et par la suite des grandes infrastructures que sont le Palais du Peuple, le stade des Martyrs. Au cœur de la cité, la commune abrite notamment en sa partie nord les très populaires quartiers de Matonge et du rond-point Victoire, ainsi que le stade Tata Raphaël.

## Histoire
La commune de Kalamu a été créée par décret royal no 21/429 du 12 octobre 1957.

## Hydrographie
La commune tire son nom de la rivière Kalamu (ou Funa, Rivière Bumbu, Tranchée Cabu), un affluent du Congo transformé en dépotoir.

## Démographie
| 1967   | 1970    | 1984    | 2003    | 2004    |
| ------ | ------- | ------- | ------- | ------- |
| 78 310 | 100 441 | 160 719 | 304 961 | 315 342 |

## Quartiers
- Yolo-Nord 1
- Yolo-Nord 2
- Yolo-Nord 3
- Yolo-Sud 1
- Yolo-Sud 2
- Yolo-Sud 3
- Yolo-Sud 4
- Immo-Congo (Ex. 20 mai)
- Matonge 1
- Matonge 2
- Matonge 3
- Quartier Kauka 1
- Quartier Kauka 2
- Quartier Kauka 3
- Kimbangu 1
- Kimbangu 2
- Kimbangu 3
- Quartier Camp Pinzi.

| \| Les 4 districts et les 24 communes de Kinshasa \| \| v · d · m \| |                    |           |
| District de la Lukunga District de la Funa District du Mont-Amba District de la Tshangu Brazzaville Fleuve Congo Pool Malebo M’Bamou Baie de Ngaliema Gombe Barumbu Kin. Ling. K.-V. Ng.-Ng. Kal. Banda- lungwa Kintambo Ngaliema Selembao Bumbu Makala Ngaba Lemba Limete Matete Kisenso Masina Ndjili Kimbanseke Nsele Mont-Ngafula Nsele Maluku |                    |           |
| abréviations : Kinshasa (Kin.), Kasa-Vubu (K.-V.), Lingwala (Ling.), Ngiri-Ngiri (Ng.-Ng.) |                    |           |
| Les 4 districts et les 24 communes de Kinshasa | Blason de Kinshasa | v · d · m |

## Administration
| Période        | Période | Identité                   | Étiquette | Qualité |
| -------------- | ------- | -------------------------- | --------- | ------- |
| 1957           | 1960    | Arthur Pinzi               |           |         |
| 1960           | 1965    | Justin Disasi              |           |         |
| 1965           | 1968    | Diasuka dia Meso           |           |         |
| 1969           | 1977    | Mamá Elonga Ebongo         |           |         |
| 1977           | 1982    | Mandulu Mopalu             |           |         |
| 1982           | 1988    | Bungana Mbowa              |           |         |
| 1988           | 1997    | Aungane Bose               |           |         |
| 1997           | 1999    | Ntoya Nuni Mfwanga         |           |         |
| 1999           | 2002    | André Landu Kamavuako      |           |         |
| 2002           | 2005    | Marcel Mwanga Miany        |           |         |
| 8 juillet 2005 | 2023    | Jean-Claude Kalonji Kadima |           |         |
| 6 janvier 2023 |         | Charly LUBOYA MAKOPO       |           |         |

## Jumelages de la ville
- Ixelles (Belgique) depuis le 30 juin 2003